# Sestavy hokejových reprezentací na MS do 18 let 2009
Sestavy hokejových reprezentací na MS do 18 let 2009

## Kanada
- Brankáři: Bryce O´Hagan, Michael Zador
- Obránci: Calvin de Haan, Simon Despres, Taylor Doherty, Stefan Elliott, Erik Gudbranson, Brayden McNabb, Dylan Olsen
- Útočníci: Kyle Clifford, Brett Connolly, Cody Eakin, Landon Ferraro, Byron Froese, Curtis Hamilton, Joey Hishon, Peter Holland, Zack Kassian, John McFarland, Garrett Mitchell, Ryan O´Reilly, Ethan Werek

## Česká republika
- Brankáři: Marek Mazanec, Petr Mrázek, Filip Novotný
- Obránci: Ondřej Doležal, Daniel Hora, Oldřich Horák, Bohumil Jank, Jakub Jeřábek, Daniel Krejčí, David Musil, Adam Polášek, Dan Růžička, Petr Šenkeřík
- Útočníci: Jakub Culek, Adam Havlík, Radim Herman, Michal Hlinka, Antonín Honejšek, Roman Horák, Petr Kolouch, Lukáš Kucsera, Rostislav Marosz, Jakub Orsava, Ondřej Palát, Michal Poletín, Tomáš Rachůnek, Daniel Skalický, Jakub Šlahař, Petr Straka, David Tůma

## Finsko
- Brankáři: Veli-Heikki Maenalanen, Joni Ortio, Erno Suomalainen
- Obránci: Mikael Aaltonen, Joonas Hurri, Ville Hyvarinen, Lauri Karmeniemi, Tommi Kivisto, Kai Lehtinen, Risto Mattila, Rasmus Rissanen, Sami Vatanen
- Útočníci: Joonas Donskoi, Mikael Granlund, Erik Haula, Joni Karjalainen, Toni Kluuskeri, Janne Kumpulainen, Jere Laaksonen, Jesse Mankinen, Joonas Nattinen, Iiro Pakarinen, Teemu Pulkkinen, Toni Rajala, Teemu Tallberg, Sami Tervonen, Jaakko Turtiainen, Valtteri Virkkunen

## Německo
- Brankáři: Philipp Grubauer, Dustin Haloschan, Christoph Oster, Lukas Steinhauser
- Obránci: Konrad Abeltshauser, Dominik Bittner, Benjamin Hufner, Joel Keussen, Marc Kohl, Peter Lindbauer, Jan Pietsch, Dustin Schumacher, Dennis Steinhauer, Maximilian Waitl
- Útočníci: Julian Bogner, Thomas Brandl, Laurin Braun, Marc El-Sayed, Richard Gelke, Norman Hauner, Mirko Hofflin, Bernhard Keil, Tom Kuhnhackl, Marius Mochel, Marcel Noebels, Marcel Ohmann, Jari Pietsch, Matthias Plachta, Tobias Rieder, Christoph Ziolkowski

## Norsko
- Brankáři: Kenneth Eriksen, Magnus Faroy, Chris-Henrik Nygaard, Lars Volden
- Obránci: Jens Ulrik Bacher, Nicolai Bryhnisveen, Torbjorn Eikeland, Jon-Rene Kristoffersen, Henrik Ljostad, Kenneth Madso, Tobias Skaarberg, Carl Christian Tonseth
- Útočníci: Robin Andersen, Eirik Borresen, Simen Brekke, Eirik Edstrom, Tor Egil Fusdahl, Michael Haga, Hans Kristian Hollstedt, Rasmus Juell, Magnum Lindahl, Fredrik Lovdahl, Sondre Olden, Jonas Oppoyen, Mats Rosseli Olsen, Petter Roste Fossen, Andreas Stene, Ncholas Weberg

## Rusko
- Brankáři: Igor Bubkov, Emil Garipov, Dmitri Shikin
- Obránci: Konstantin Bochkarev, Stanislav Kalashnikov, Alexander Karpushkin, Dmitrij Orlov, Nikita Pivcakin, Andrei Sergeyev, Kirill Yuryev, Nikita Zaytsev
- Útočníci: Andrei Ankudinov, Alexandr Burmistrov, Sergei Chvanov, Nikita Dvurechensky, Danil Gubarev, Kirill Kabanov, Maxim Kicyn, Jevgenij Kuzněcov, Vladimir Malinovsky, Stanislav Solovyov, Vladimir Tarasenko, Pavel Zotov

## Švýcarsko
- Brankáři: Benjamin Conz, Lukas Meili, Leon Sarkis
- Obránci: Luca Camperchioli, Andrea Cavegn, Samuel Erni, Anthony Huguenin, Romain Loffel, Mathieu Maret, Thomas Mettler, Nicholas Steiner, Dario Trutmann, Ramon Untersander
- Útočníci: Banjamin Antonietti, Sven Bartschi, Nils Berger, Renato Engler, Faetan Haas, Samuel Keller, Ryan McGregor, Killian Mottet, Nino Niederreiter, Marco Pedretti, Inti Pestoni, Matthias Rossi, Reto Schappi, Tristan Scherwey, Reto Schmutz, Joel Vermin, Samuel Walser

## Slovensko
- Brankáři: Juraj Holly, Filip Pavčík, Tomáš Pek, Juraj Simboch
- Obránci: Kristian Grman, Peter Hraško, Michal Imrich, Henrich Jaborník, Adam Janošík, Lukáš Kozák, Martin Marinčin, Jan Seliga, Tomáš Stano
- Útočníci: Matěj Bene, Miroslav Bobocký, Dalibor Bortňák, Jakub Cíger, Marek Hrivík, Filip Janošík, Tomáš Jurčo, Dominik Kadura, Jozef Kentoš, Andrej Kudrna, Juraj Majdan, Juraj Petro, Miroslav Preisinger, Peter Šišovský, Andrej Šťastný, Michael Vandas

## Švédsko
- Brankáři: Johan Gustafsson, Robin Lehner, Gustaf Lindvall
- Obránci: Adam Almqvist, Peter Andersson, Simon Bertilsson, Niclas Edman, Oliver Ekman Larsson, Tim Erixon, Eddie Larsson, Adam Larson, Anton Myllari, Fredrik Styrman
- Útočníci: Casper Carning, Patrick Cehlin, Petter Emanuelsson, Filip Gunnarsson, Joakim Hogberg, Calle Jarnkrok, Jonathan Johansson, Jacob Josefson, Martin Karlsson, Carl Klingberg, Anton Lander, Gabriel Landeskog, Oscar Lindberg, Mattias Lindstrom, Martin Olsson, Magnus Svensson Paajarvi, William Wallen

## Spojené státy americké
- Brankáři: Adam Brown, Jack Campbell, Brandon Maxwell, Adam Murray
- Obránci: Collin Bowman, Adam Clendening, Justin Faulk, Cam Fowler, Nick Mattson, Jon Merrill, John Ramage, Brandan Rempel, Phillip Samuelsson, Jarred Tinordi, William Wrenn
- Útočníci: Ryan Bourque, Chris Brown, Jerry D´Amigo, Emerson Etem, Jacob Fallon, John Herion, Kevin Lynch, Chris McCarthy, Jeremy Morin, Matt Nieto, Kenny Ryan, Drew Shore, A. J. Treais, David Valek, Jason Zucker